# Pytilia
Pytilia is een geslacht van zangvogels uit de familie prachtvinken (Estrildidae).

## Soorten
Het geslacht kent de volgende soorten:
- Pytilia afra  – Wenerastrild
- Pytilia hypogrammica  – Roodmaskerastrild
- Pytilia lineata  – Ethiopische aurora-astrild
- Pytilia melba  – Melba-astrild
- Pytilia phoenicoptera  – Aurora-astrild